# 演歌の頂天
『演歌の頂天』（えんかのいただき）は、BMG JAPANが企画・制作、プライムショッピングから販売された通販専用CDボックスのオリジナルコンピレーション・アルバム。

## 概要
昭和から平成までの演歌系楽曲のほか、昭和歌謡の楽曲も織り交ぜて収録されているコンピレーション・アルバムである。

## 収録曲

### CD-1
| 曲順 | タイトル           | アーティスト           | 発売日        | レーベル       |
| 01   | 悲しい酒           | 美空ひばり             | 1966年6月     | 日本コロムビア |
| 02   | 港町十三番地       | 美空ひばり             | 1957年3月10日 | 日本コロムビア |
| 03   | リンゴの唄         | 並木路子，霧島昇       | 1946年1月     | 日本コロムビア |
| 04   | 青い山脈           | 藤山一郎，奈良光枝     | 1949年3月     | 日本コロムビア |
| 05   | 人生劇場           | 村田英雄               | 1959年        | 日本コロムビア |
| 06   | 王将               | 村田英雄               | 1961年12月    | 日本コロムビア |
| 07   | 高校三年生         | 舟木一夫               | 1963年6月5日  | 日本コロムビア |
| 08   | 女のみち           | 宮史郎とぴんからトリオ | 1972年5月10日 | 日本コロムビア |
| 09   | 喝采               | ちあきなおみ           | 1972年9月10日 | 日本コロムビア |
| 10   | 北の宿から         | 都はるみ               | 1975年12月1日 | 日本コロムビア |
| 11   | 涙の連絡船         | 都はるみ               | 1965年10月5日 | 日本コロムビア |
| 12   | 北酒場             | 細川たかし             | 1982年3月1日  | 日本コロムビア |
| 13   | 矢切の渡し         | 細川たかし             | 1983年2月21日 | 日本コロムビア |
| 14   | さざんかの宿       | 大川栄策               | 1982年8月1日  | 日本コロムビア |
| 15   | 花街の母           | 金田たつえ             | 1973年5月10日 | 日本コロムビア |
| 16   | おんなの出船       | 松原のぶえ             | 1979年7月1日  | 日本コロムビア |
| 17   | 東京だョおっ母さん | 島倉千代子             | 1957年3月10日 | 日本コロムビア |
| 18   | 人生いろいろ       | 島倉千代子             | 1987年4月21日 | 日本コロムビア |
| 19   | 浪花恋しぐれ       | 都はるみ，岡千秋       | 1983年5月21日 | 日本コロムビア |
| 20   | 川の流れのように   | 美空ひばり             | 1989年1月11日 | 日本コロムビア |

### CD-2
| 曲順 | タイトル             | アーティスト                     | 発売日         | レーベル                         |
| 01   | 有楽町で逢いましょう | フランク永井                     | 1957年11月     | ビクターエンタテインメント       |
| 02   | 君恋し               | フランク永井                     | 1961年8月      | ビクターエンタテインメント       |
| 03   | 誰よりも君を愛す     | 松尾和子、和田弘とマヒナスターズ | 1960年1月      | ビクターエンタテインメント       |
| 04   | お座敷小唄           | 松尾和子、和田弘とマヒナスターズ | 1964年8月      | ビクターエンタテインメント       |
| 05   | 潮来笠               | 橋幸夫                           | 1960年8月      | ビクターエンタテインメント       |
| 06   | いつでも夢を         | 橋幸夫と吉永小百合               | 1962年9月      | ビクターエンタテインメント       |
| 07   | 港町ブルース         | 森進一                           | 1969年4月15日  | ビクターエンタテインメント       |
| 08   | おふくろさん         | 森進一                           | 1971年5月5日   | ビクターエンタテインメント       |
| 09   | 傷だらけの人生       | 鶴田浩二                         | 1970年12月25日 | ビクターエンタテインメント       |
| 10   | 雨                   | 三善英史                         | 1972年5月25日  | ビクターエンタテインメント       |
| 11   | あなたにあげる       | 西川峰子                         | 1974年2月25日  | ビクターエンタテインメント       |
| 12   | なみだの操           | 殿さまキングス                   | 1973年11月5日  | ビクターエンタテインメント       |
| 13   | 伊勢佐木町ブルース   | 青江三奈                         | 1968年1月5日   | ビクターエンタテインメント       |
| 14   | 恍惚のブルース       | 青江三奈                         | 1966年6月21日  | ビクターエンタテインメント       |
| 15   | 浪花節だよ人生は     | 木村友衛                         | 1981年6月21日  | ビクターエンタテインメント       |
| 16   | 襟裳岬               | 森進一                           | 1974年1月5日   | ビクターエンタテインメント       |
| 17   | 北国の春             | 千昌夫                           | 1977年4月5日   | 徳間ジャパンコミュニケーションズ |
| 18   | よこはま・たそがれ   | 五木ひろし                       | 1971年3月1日   | 徳間ジャパンコミュニケーションズ |
| 19   | 長良川艶歌           | 五木ひろし                       | 1984年9月17日  | 徳間ジャパンコミュニケーションズ |
| 20   | 雪國                 | 吉幾三                           | 1986年2月25日  | 徳間ジャパンコミュニケーションズ |

### CD-3
| 曲順 | タイトル                 | アーティスト               | 発売日         | レーベル                   |
| 01   | ブランデーグラス         | 石原裕次郎                 | 1979年11月25日 | テイチクエンタテインメント |
| 02   | 夜霧よ今夜も有難う       | 石原裕次郎                 | 1967年2月5日   | テイチクエンタテインメント |
| 03   | かえり船                 | 田端義夫                   | 1945年11月     | テイチクエンタテインメント |
| 04   | 島育ち                   | 田端義夫                   | 1962年         | テイチクエンタテインメント |
| 05   | 夜霧のブルース           | ディック・ミネ             | 1947年2月      | テイチクエンタテインメント |
| 06   | チャンチキおけさ         | 三波春夫                   | 1957年4月      | テイチクエンタテインメント |
| 07   | 大利根無情（セリフ入り） | 三波春夫                   | 1959年         | テイチクエンタテインメント |
| 08   | 赤いグラス               | アイ・ジョージと志摩ちなみ | 1965年7月      | テイチクエンタテインメント |
| 09   | ふたり酒                 | 川中美幸                   | 1980年3月25日  | テイチクエンタテインメント |
| 10   | 二輪草                   | 川中美幸                   | 1998年1月1日   | テイチクエンタテインメント |
| 11   | 舟唄                     | 八代亜紀                   | 1979年5月25日  | テイチクエンタテインメント |
| 12   | 雨の慕情                 | 八代亜紀                   | 1980年4月25日  | テイチクエンタテインメント |
| 13   | 珍島物語                 | 天童よしみ                 | 1996年2月21日  | テイチクエンタテインメント |
| 14   | あなたのブルース         | 矢吹健                     | 1968年6月5日   | テイチクエンタテインメント |
| 15   | 津軽海峡冬景色           | 石川さゆり                 | 1977年1月1日   | ポニーキャニオン           |
| 16   | 天城越え                 | 石川さゆり                 | 1986年9月21日  | ポニーキャニオン           |
| 17   | みちのくひとり旅         | 山本譲二                   | 1980年8月5日   | テイチクエンタテインメント |
| 18   | 北の旅人                 | 石原裕次郎                 | 1987年8月10日  | テイチクエンタテインメント |
| 19   | 哀しみ本線日本海         | 森昌子                     | 1981年7月10日  | ポニーキャニオン           |
| 20   | 越冬つばめ               | 森昌子                     | 1983年8月21日  | ポニーキャニオン           |

### CD-4
| 曲順 | タイトル                 | アーティスト               | 発売日         | レーベル                       |
| 01   | おもいで酒               | 小林幸子                   | 1979年1月25日  | ワーナーミュージック・ジャパン |
| 02   | 雨酒場                   | 香西かおり                 | 1988年5月25日  | ワーナーミュージック・ジャパン |
| 03   | 石狩挽歌                 | 北原ミレイ                 | 1975年6月25日  | ワーナーミュージック・ジャパン |
| 04   | そして、神戸             | 内山田洋とクール・ファイブ | 1972年11月15日 | BMG JAPAN                      |
| 05   | 長崎は今日も雨だった     | 内山田洋とクール・ファイブ | 1969年2月1日   | BMG JAPAN                      |
| 06   | 圭子の夢は夜ひらく       | 藤圭子                     | 1970年4月25日  | BMG JAPAN                      |
| 07   | 新宿の女                 | 藤圭子                     | 1969年9月25日  | BMG JAPAN                      |
| 08   | 夫婦舟                   | 三笠優子                   | 1979年12月16日 | BMG JAPAN                      |
| 09   | 春夏秋冬 屋形船          | 神野美伽                   | 1989年3月      | キングレコード                 |
| 10   | 伊豆の雨                 | 角川博                     | 1984年         | キングレコード                 |
| 11   | 恋路川                   | 西方裕之                   | 1992年11月21日 | キングレコード                 |
| 12   | 私が生まれて育ったところ | 野路由紀子                 | 1971年         | BMG JAPAN                      |
| 13   | かしこい女じゃないけれど | 北原由紀                   | 1981年6月      | BMG JAPAN                      |
| 14   | 中の島ブルース           | 内山田洋とクール・ファイブ | 1975年7月25日  | BMG JAPAN                      |
| 15   | 噂の女                   | 内山田洋とクール・ファイブ | 1970年7月5日   | BMG JAPAN                      |
| 16   | 酒場にて                 | ニック・ニューサー         | 19年           | BMG JAPAN                      |
| 17   | 3年目の浮気              | ヒロシ&キーボー            | 1982年8月21日  | BMG JAPAN                      |
| 18   | 夢芝居                   | 梅沢富美男                 | 1982年11月21日 | キングレコード                 |
| 19   | 別れの一本杉             | 春日八郎                   | 1955年11月     | キングレコード                 |
| 20   | 女の駅                   | 大月みやこ                 | 1992年7月22日  | キングレコード                 |

### CD-5
| 曲順 | タイトル             | アーティスト                  | 発売日         | レーベル                 |
| 01   | 函館の女             | 北島三郎                      | 1965年11月10日 | 日本クラウン             |
| 02   | いっぽんどっこの唄   | 水前寺清子                    | 1966年         | 日本クラウン             |
| 03   | ラブユー東京         | 黒沢明とロス・プリモス        | 1966年4月1日   | 日本クラウン             |
| 04   | さそり座の女         | 美川憲一                      | 1972年12月20日 | 日本クラウン             |
| 05   | 宗右衛門町ブルース   | 平和勝次とダークホース        | 1972年12月5日  | 日本クラウン             |
| 06   | 意気地なし           | 森雄二とサザンクロス          | 1976年         | 日本クラウン             |
| 07   | 昔の名前で出ています | 小林旭                        | 1975年1月25日  | ユニバーサルミュージック |
| 08   | ついて来るかい       | 小林旭                        | 1970年12月25日 | ユニバーサルミュージック |
| 09   | 兄弟船               | 鳥羽一郎                      | 1982年8月25日  | 日本クラウン             |
| 10   | 命くれない           | 瀬川瑛子                      | 1986年3月21日  | 日本クラウン             |
| 11   | 不如帰               | 村上幸子                      | 1988年         | 日本クラウン             |
| 12   | 北の漁場             | 北島三郎                      | 1986年6月5日   | 日本クラウン             |
| 13   | まつり               | 北島三郎                      | 1984年11月5日  | 日本クラウン             |
| 14   | 無言坂               | 香西かおり                    | 1993年3月17日  | ユニバーサルミュージック |
| 15   | 昭和枯れすすき       | さくらと一郎                  | 1974年7月1日   | 日本クラウン             |
| 16   | 別れても好きな人     | ロス・インディオス&シルヴィア | 1979年9月21日  | ユニバーサルミュージック |
| 17   | くちなしの花         | 渡哲也                        | 1973年8月21日  | ユニバーサルミュージック |
| 18   | つぐない             | テレサ・テン                  | 1984年1月21日  | ユニバーサルミュージック |
| 19   | みちづれ             | 牧村三枝子                    | 1978年10月21日 | ユニバーサルミュージック |
| 20   | 熱き心に             | 小林旭                        | 1985年11月20日 | ユニバーサルミュージック |

### 商品を取り扱いする番組
- プライムショッピング
- てれとshop（テレビ東京）

### 類似商品
- 歌王 演歌名曲120
- 艶歌美人